# Familia
Familia és una pel·lícula espanyola de 1996 dirigida per Fernando León de Aranoa, la primera pel·lícula d'aquest director, i produïda per Elías Querejeta.

## Argument
Després d'aixecar-se un home baixa a la cuina per celebrar el seu cinquanta-cinquè aniversari envoltat de la seva família. El satisfan de regals, atencions i bromes. Però aquesta família no és el que sembla, encara que ell mateix ha estat qui ho ha escollit. S'enfada amb el seu fill petit perquè no li agrada el seu regal i el fa fora de casa.

## Repartiment
- Juan Luis Galiardo (Santiago)
- Amparo Muñoz (Carmen)
- Ágata Lys (Sole)
- Elena Anaya (Luna)
- Chete Lera (Ventura)
- Juan Querol (Carlos)
- Raquel Rodrigo (Rosa)
- Aníbal Carbonero (Nico)
- André Falcón (Martin)

## Premis
| Festival                                      | Categoria              | Persona                 | Resultat  |
| --------------------------------------------- | ---------------------- | ----------------------- | --------- |
| Premis Goya                                   | Millor director novell | Fernando León de Aranoa | Guanyador |
| Premis Goya                                   | Millor guió original   | Fernando León de Aranoa | Candidat  |
| Festival de Cinema de Miami                   | Millor actor           | Juan Luis Galiardo      | Guanyador |
| Festival de Cinema de Miami                   | Millor pel·lícula      |                         | Guanyador |
| Mystfest                                      | Millor pel·lícula      |                         | Candidat  |
| Setmana Internacional de Cinema de Valladolid | Millor director novell | Fernando León de Aranoa | Guanyador |
| Setmana Internacional de Cinema de Valladolid | Espiga d'or            |                         | Candidat  |

## Versió teatral
El juliol del 2001 se'n va fer una versió per a teatre dirigida per Carles Sans i Padrós. Fou estrenada al Teatre Principal de Sant Sebastià i protagonitzada per José Luis Pellicena, Ana Gracia, Cristina Arranz, Silvia Casanova, Susana Hernández, Miriam Montilla, Ricard Borràs i Guillermo Muñoz. El seu paper a l'obra li va valdre a Miriam Montilla el Premi Unión de Actores a la millor actriu de repartiment de teatre.